# Étienne Moreau-Nélaton

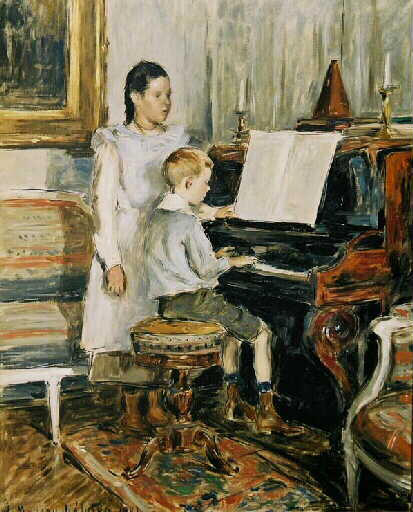
Étienne Moreau-Nélaton:
Enfants au piano

Adolphe Étienne Auguste Moreau-Nélaton (* 2. Dezember 1859 in Paris; † 25. April 1927 ebenda) war ein französischer Maler, Kunstsammler und Kunsthistoriker. Seine umfangreichen Kunstsammlungen stiftete er, teilweise schon zu Lebzeiten, den staatlichen französischen Museen.

## Familie
Bereits der Großvater von Étienne Moreau-Nélaton, Adolphe Moreau (1800–1859), begann die Kunstsammlung der Familie aufzubauen. Als Börsenmakler verfügte er über genügend finanzielle Mittel, um Werke der mit ihm befreundeten Künstler Eugène Delacroix und Alexandre-Gabriel Decamps zu erwerben. Étienne Moreau-Nélatons Vater, der ebenfalls Adolphe Moreau (1827–1882) hieß, war ein hoher Regierungsbeamter und leitete die Eisenbahngesellschaft Chemin de Fer de l'Est. Er heiratete 1856 die Keramikkünstlerin Camille Nélaton (1840–1897), mit der er die Kunstsammlung weiter ausbaute.

## Moreau-Nélaton als Künstler
Nach dem Besuch der École normale supérieure entschied sich Étienne Moreau-Nélaton 1882 Maler zu werden. Er begann seine künstlerische Ausbildung bei den mit der Familie befreundeten Henri-Joseph Harpignies und Albert Maignan. 1885 stellte er erstmals im Pariser Salon aus. Beeinflusst wurde sein Malstil von Édouard Manet und Berthe Morisot, wobei er überwiegend häusliche Familienszenen darstellte, jedoch auch einige Landschaften schuf. Einige seiner Werke befinden sich heute im Pariser Musée d’Orsay.

## Gemälde von Moreau-Nélaton

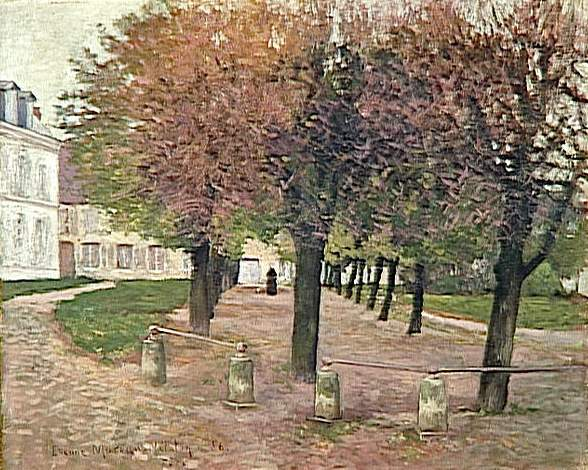
La place de Fère-en-Tardenois
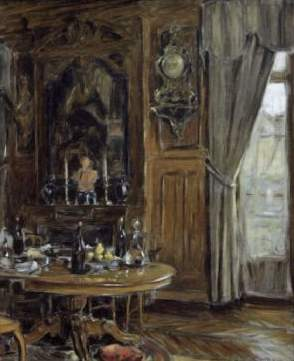
Scène d'intérieur
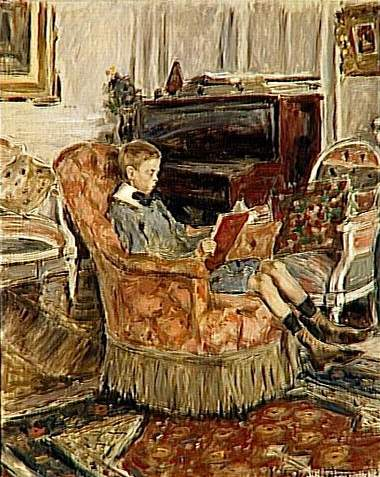
L'enfant au livre
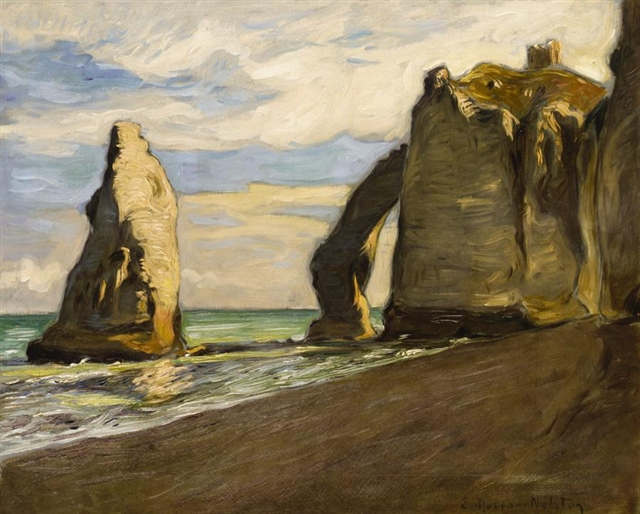
Étretat

## Kunstsammler und Mäzen
Besondere Bedeutung erlangte Moreau-Nélaton als Kunstsammler und Mäzen. Neben den bereits in Familienbesitz befindlichen Werken erwarb er zunächst Gemälde von Delacroix, Jean-Baptiste Camille Corot, Narcisso Virgilio Díaz de la Peña, Constant Troyon, Théodore Géricault, Thomas Couture, Honoré Daumier und Charles-François Daubigny. Es folgten Werke von Henri Fantin-Latour, worunter sich auch das Gemälde Hommage à Delacroix befand. Moreau-Nélaton gehörte auch zu der Gruppe von Stiftern, die die Olympia von Manet für den Staat sicherte. Zu seiner eigenen Sammlung mit Werken impressionistischer Künstler gehörten allein zehn Werke von Claude Monet. Hierunter befand sich auch das bekannte Gemälde Mohnfeld bei Argenteuil. Des Weiteren erwarb er für seine Sammlung sieben Arbeiten von Alfred Sisley, zwei Bilder von Camille Pissarro und die Schmetterlingsjagd von Berthe Morisot. Zu den in der Sammlung Moreau-Nélaton befindlichen fünf Gemälde von Édouard Manet gehörte auch dessen Hauptwerk Das Frühstück im Grünen. Weitere Maler der Sammlung waren Pierre Puvis de Chavannes, Pierre Paul Prud’hon, Johan Barthold Jongkind, Jean-Louis Forain und Eugène Carrière. Die meisten Gemälde gelangten 1906 als Stiftung in den Louvre und werden heute dort, oder im Musée d’Orsay ausgestellt. Weitere Teile seiner Sammlung gelangten nach seinem Tod in die staatlichen Museen. Hierzu zählten auch Skulpturen von Alfred Charles Lenoir, Aristide Maillol und Aimé Jules Dalou. Darüber hinaus vermachte er dem Louvre mehr als 3.000 Zeichnungen und zahlreiche Druckgrafiken verschiedener Künstler.

## Gemälde der Stiftung Moreau-Nélaton

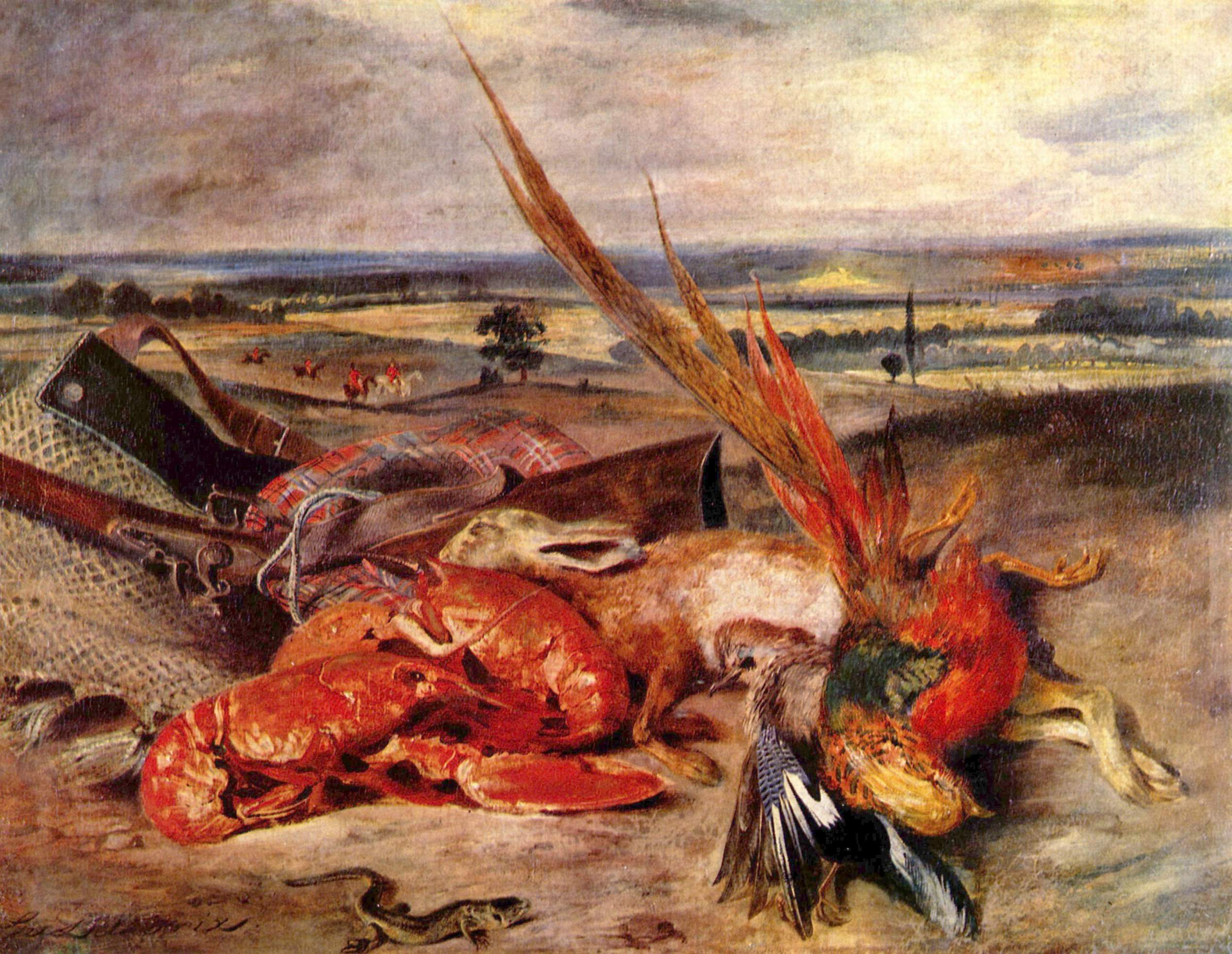
Eugène Delacroix: Stillleben mit Hummer und Trophäen der Jagd und des Fischfanges
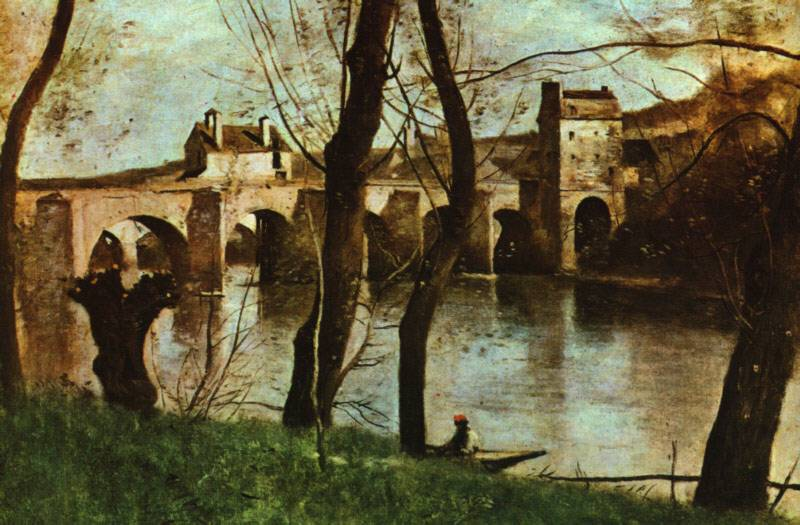
Camille Corot: Le pont de Mantes
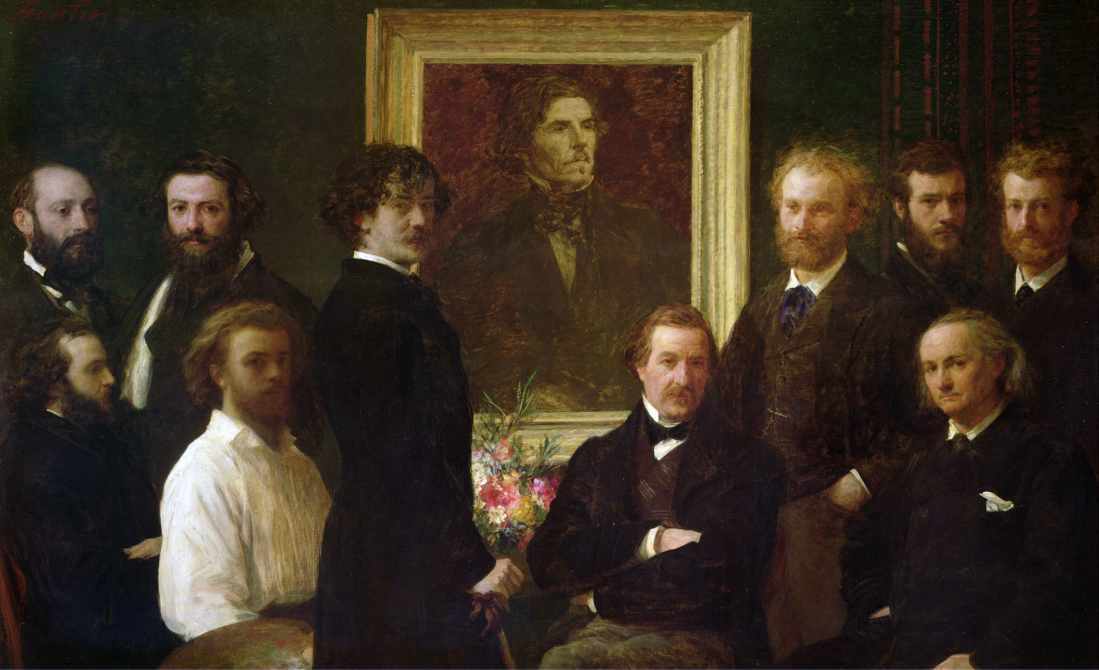
Henri Fantin-Latour: Hommage à Delacroix
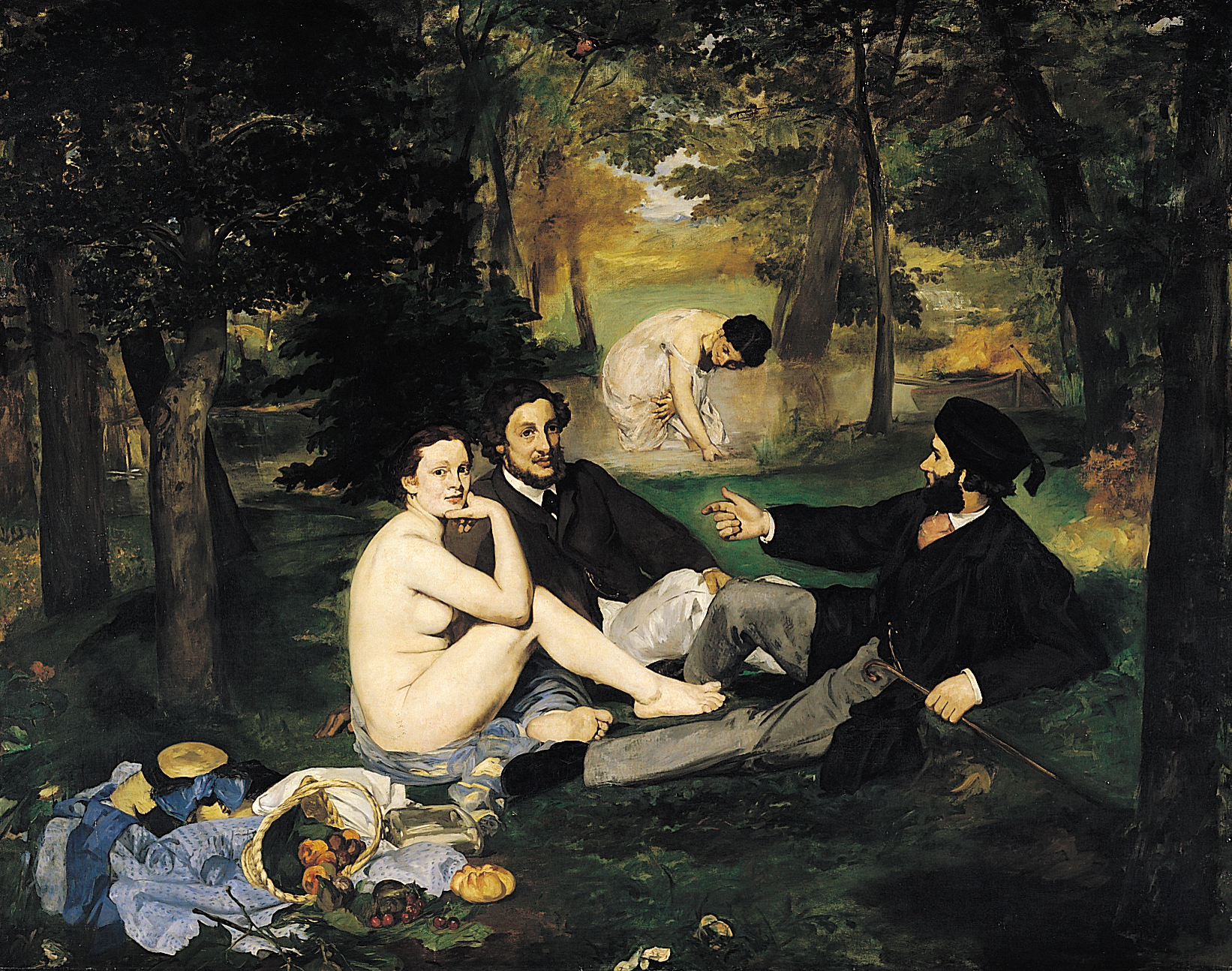
Édouard Manet: Das Frühstück im Grünen
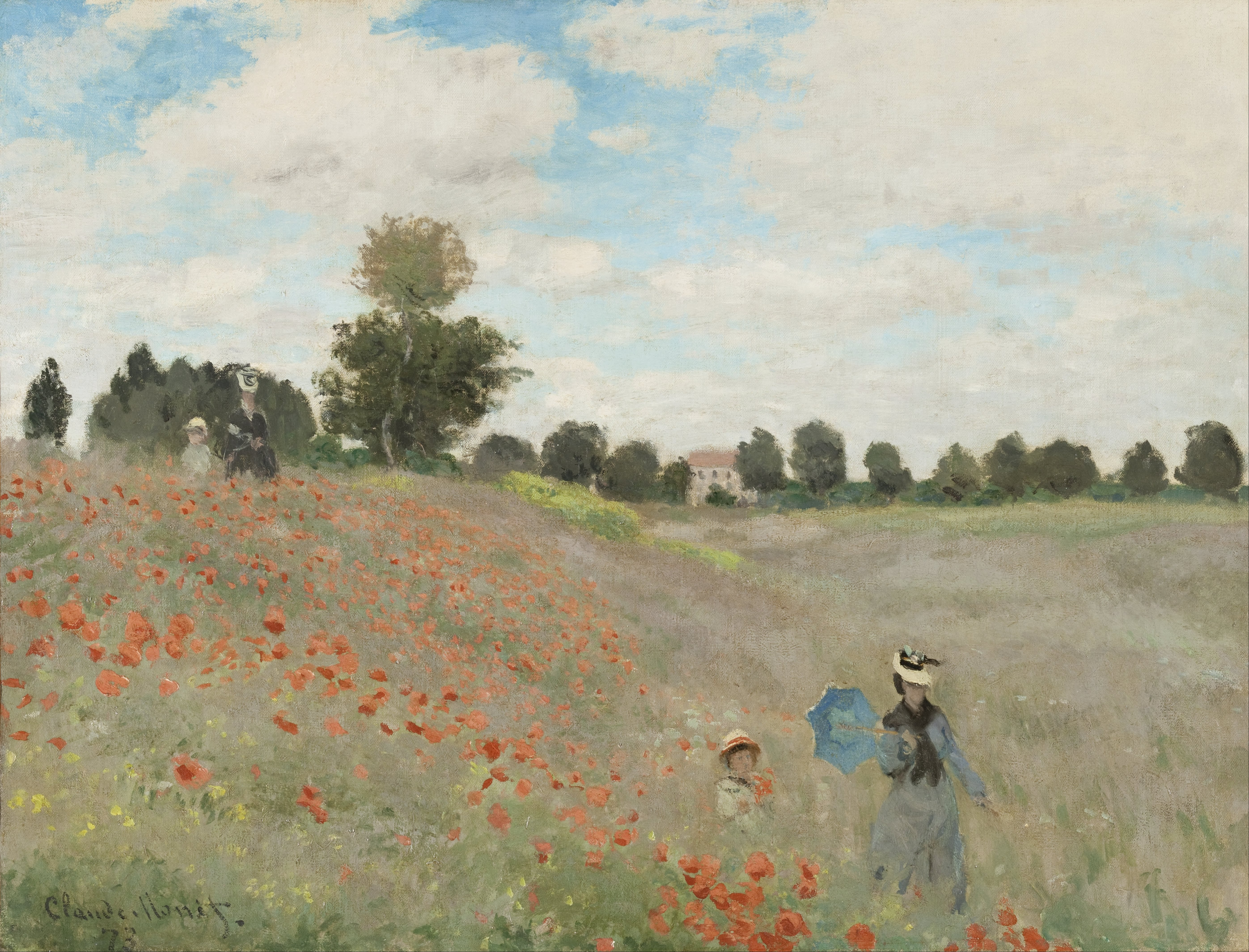
Claude Monet: Mohnfeld bei Argenteuil
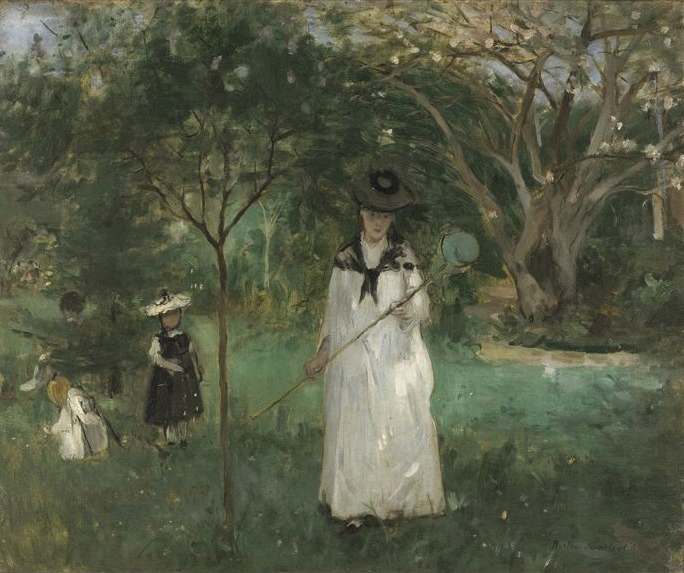
Berthe Morisot: Schmetterlingsjagd
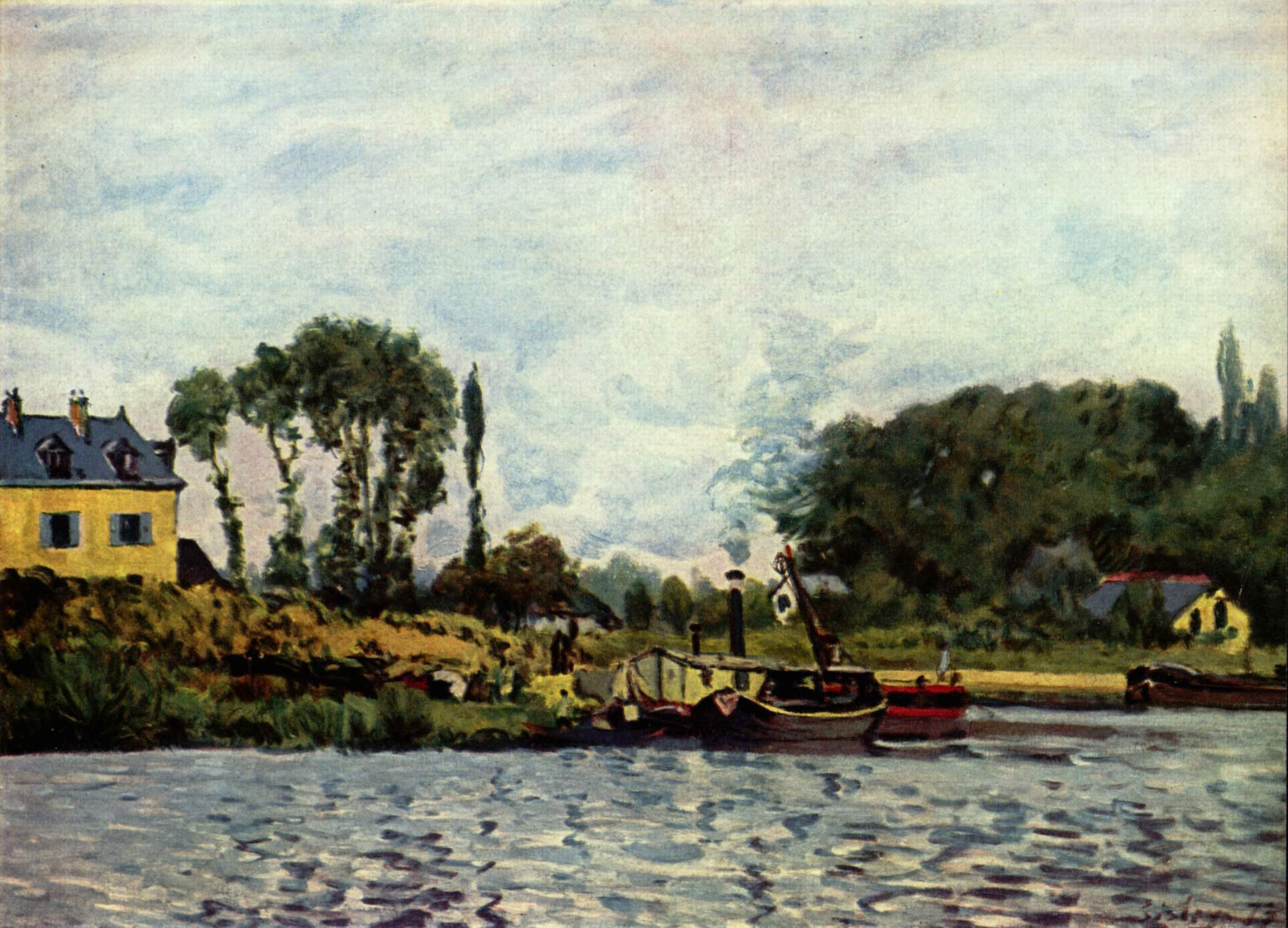
Alfred Sisley: Boote bei Bougival
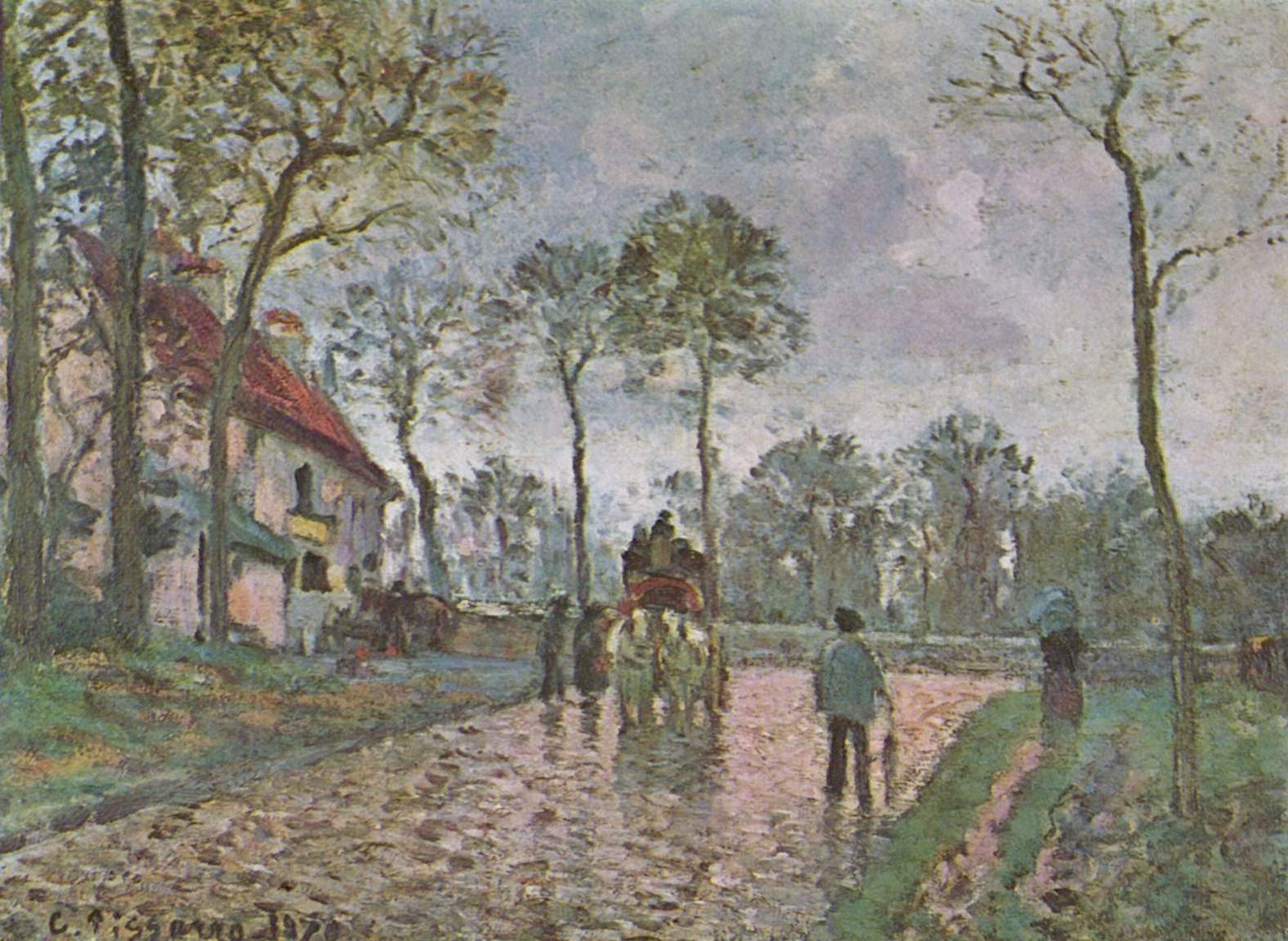
Camille Pissarro: Postkutsche von Louveciennes

## Moreau-Nélaton als Kunsthistoriker
Zu Beginn des 20. Jahrhunderts widmete sich Moreau-Nélaton verstärkt kunstgeschichtlichen Forschungen. Ab 1905 veröffentlichte er zahlreiche Artikel, Biografien und Werkverzeichnisse. Neben seinen Abhandlungen über Künstlern des 19. Jahrhunderts, zu denen Delacroix, Corot, Manet, Jean-François Millet und Johan Barthold Jongkind gehören, arbeitete er auch an Büchern über die Renaissancekünstler Jean und François Clouet oder die Kathedrale von Reims. Bei seinen Schriften ging Moreau-Nélaton keiner Theoriefindung nach, sondern beschränkte sich auf das Auswerten von Originalquellen, wodurch seine Veröffentlichungen heute noch zu Standardwerken der Kunstgeschichte gehören. Seine umfangreichen Materialsammlungen befinden sich heute in der Bibliothèque nationale de France. 1925 wurde Étienne Moreau-Nélaton als Nachfolger von Théophile Homolle in die Académie des Beaux-Arts gewählt.

## Veröffentlichungen
- Histoire de Corot et de ses œuvres. (zusammen mit Alfred Robaut). Floury, Paris 1905.
- Le Clouet Peintres officiels des Rois de France. É. Levy, Paris 1908.
- Les frères Du Monstier, Peintres de la reine Catherine de Médicis. É. Levy, Paris 1908.
- Chantilly. Lévy, Paris 1910.
- Histoire de Fère-en-Tardenois. Champion, Paris 1911.
- Les Églises de chez nous. Laurens, Paris 1913.
- La Cathédrale de Reims. Librairie Centrale d. Beaux-Arts, Paris 1915.
- Delacroix. Laurens, Paris 1916.
- Jongkind. Laurens, Paris 1918.
- Millet. Laurens, Paris 1921.
- Les Clouet et leurs émules. Laurens, Paris 1924.
- Daubigny. Laurens, Paris 1925.
- Manet. Laurens, Paris 1926.
- Bonvin. Laurens, Paris 1927.